# Campagnatico
Campagnatico település Olaszországban, Toszkána régióban, Grosseto megyében. Lakosainak száma 2345 fő (2023. január 1.). Campagnatico Arcidosso, Cinigiano, Civitella Paganico, Grosseto, Roccalbegna, Roccastrada és Scansano községekkel határos.

## Népesség
A település népessége az elmúlt években az alábbi módon változott:
| Lakosok száma | 2450 | 2387 | 2345 |
|               | 2017 | 2018 | 2023 |